# Anadia (Alagoas)
Pour les articles homonymes, voir Anadia.
Anadia est une municipalité brésilienne dans l'État de l'Alagoas.